# Жиркова, Татьяна Юрьевна
Татья́на Ю́рьевна Жиркова (род. 12 декабря 1968 или 28 августа 1970, Тюнгюлю, Якутская АССР) — российская бегунья на сверхмарафонские дистанции.

## Биография
Родилась 12 декабря 1968 года в селе Тюнгюлю и до школьного возраста воспитывалась у деда и бабушки в селе Тумул (Мегино-Кангаласский улус). Училась в Павловской средней школе. В 5 классе записалась в школьную лыжную секцию, где её первым учителем, а впоследствии и тренером стал Анатолий Осипов.
Окончила Северо-Восточный федеральный университет.

### Спортсменка
Чемпионка мира на дистанции 100 км 2002 года в Торхауте (Бельгия) с результатом 7:37.06, 2004 года в Винсхотене (Голландия) с результатом 7:10.32 (рекорд Европы), 2008 года в Тарквинии (Италия) с результатом 7:23.33, чемпионка Европы 2003 года в Черноголовка (Россия) с результатом 7:19.51 (рекорд Европы), 2008 года в Тарквинии (Италия) (7:23.33).
Победительница пробега The Comrades в ЮАР 2005 года с вторым результатом за всю 95-летнюю историю данного пробега (89 км за 5:58.50) и пробега «Два океана» на 56 км 2006 года в ЮАР.
Бронзовый призёр «The Comrades» 2009 года.
Чемпионка спартакиады народов ЯАССР 1986 года, спортивных Игр народов Якутии 1996, 2000, 2003, 2006 г.г, спартакиады Манчаары, сельских спортивных Игр на средних и стайерских дистанциях.
В сентябре 2012 года завершила спортивную карьеру.

### Тренер
Ученицы:
- Сардана Трофимова
- Изабелла Борисова
- Надежда Бут

## Награды
- Заслуженный мастер спорта России
- заслуженный работник физической культуры и спорта РС (Я)
- отличник здравоохранения РС (Я)
- почетный гражданин наслега Доллу и Мегино-Кангаласского улуса.
- Награждена знаками отличия в честь юбилея «370 лет Якутия с Россией»
- в честь «Дня республики Саха» Грамотой Президента РС (Я)
- Лучшая спортсменка РС (Я) 2000, 2004, 2006, 2008 гг.

Награждена специальным сертификатом международной ассоциации сверхмарафона с надписью «Единственная трехкратная чемпионка мира за всю историю сверхмарафона».